# Teezo Touchdown
Aaron Lashane Thomas (nacido el 31 de octubre de 1992), conocido profesionalmente como Teezo Touchdown, es un rapero, cantante, compositor y productor discográfico estadounidense de Beaumont, Texas. Lanzó su álbum de estudio debut, How Do You Sleep at Night?, el 8 de septiembre de 2023. Es ampliamente conocido por sus colaboraciones en las canciones "RunItUp" de Tyler, the Creator, "Modern Jam" de Travis Scott y "Amen" de Drake. Abrió para Tyler, the Creator en su gira Call Me If You Get Lost en 2022 y abrió para Travis Scott durante su gira Circus Maximus el año siguiente.

## Primeros años
Thomas nació el 31 de octubre de 1992 en Beaumont, Texas, de un padre que trabaja como DJ. Estuvo rodeado de música de múltiples géneros cuando era niño debido a la carrera de su padre. Como resultado, creció escuchando una amplia gama de artistas como Judas Priest, Prince, Kraftwerk y Marvin Gaye. A lo largo de su juventud, aprendió a pinchar y producir música utilizando el equipo de su padre.

## Carrera profesional

### 2010-2019: Comienzos
Mientras asistía a la escuela secundaria en Beaumont, Thomas comenzó a subir música a YouTube con los nombres de AyeTee y más tarde Teezo Suave. Filmó sus primeros vídeos musicales en su escuela secundaria, que recibieron poca atención, y produjo canciones para raperos de su ciudad.
En 2016, cambió su nombre artístico a Teezo Touchdown. Por esta época, comenzó a colaborar con el colectivo musical CVKE Supply, quien subió a YouTube los videos musicales de sus canciones "Professional" producida por Sammi Automatic y "It Depends" producida por Chase Raccs en YouTube en 2017. En 2018, lanzó dos mixtapes en SoundCloud, titulado "The Example" y "Cover Boy".[cita requerida]
En febrero de 2019, lanzó la canción "100 Drums" con el productor Coop, que fue descrita por NME como "[una canción de rap] sobre la violencia armada en su ciudad natal por Panic! At The Disco, el himno emo-pop 'I Write Sins, Not Tragedies". Pitchfork opinó sobre la canción y afirmó "¿cuándo entenderán los raperos que gustar una de las canciones más populares de la década de 2000 no es tan diferente como creen?" El video atrajo la atención en las redes sociales y dio lugar a que Chance The Rapper y Trippie Redd firmaran conjuntamente. En noviembre de 2019, volvió a colaborar con Coop en la canción "Slice".

### 2020-presente: Éxito viral, Call Me If You Get Lost Tour, moda
En julio de 2020, Thomas lanzó tres sencillos, "Strong Friend", "Careful" y "Sucka" con Fred Flippstone. Acerca de "Sucka", Pitchfork declaró que la canción carecía de "oído para la producción, cambios de flujo ágiles o, bueno, talento". Cada canción fue lanzada con un video musical dirigido por Thomas. En octubre de 2020, lanzó los sencillos "Rooting For You" y "Bad Enough" con Thomas Lopez con videos musicales que los acompañan. En noviembre de 2020, lanzó el sencillo "Social Cues" con un vídeo musical que lo acompaña.
En febrero de 2021, lanzó el sencillo "Technically" con un vídeo musical que lo acompaña e hizo una aparición especial en el vídeo musical de la canción "Single AF" de Fousheé. En junio de 2021, apareció en la canción "RunItUp" con Tyler, the Creator, que Pitchfork calificó de "inmemorable". Ese mismo mes, lanzó una serie de versiones de canciones en un vídeo titulado "Coverboy2". El video actuó como una secuela de su mixtape de 2018 "Cover Boy" e incluyó una entrevista con la revista Replica Man. Fue diseñado con el estilo Balenciaga para la sesión de fotos de la portada de la revista.
En julio de 2021, apareció en la serie de YouTube de Kenny Beats "The Cave" y realizó un estilo libre sobre un instrumento que los dos crearon juntos. También lanzó su sencillo "Mid" y comenzó su campaña "Rid the Mid" en las redes sociales para promocionar el sencillo. La campaña consistió en una serie de sketches en Instagram en los que se postuló para alcalde de la ciudad ficticia de "Midville" y detalló lo que haría si fuera elegido. Algunas de sus políticas incluían hacer ilegal robar el encendedor de otra persona y hacer ilegal que el barbero le empujara hacia atrás la línea del cabello.
En septiembre de 2021, modeló para la colección Heaven de Marc Jacobs e interpretó su canción "I'm Just A Fan" para el evento Mondo Genius de Moncler y Alyx. En octubre de 2021, apareció en un comercial del "Bag Security Program III" de Telfar.[cita requerida]

## Discografía
- 2023: How Do You Sleep at Night?

## Giras
Acto de apertura
- 2022: Tyler The Creator - Call Me If You Get Lost Tour
- 2023: Travis Scott - Circus Maximus Tour[14]